# Misterium

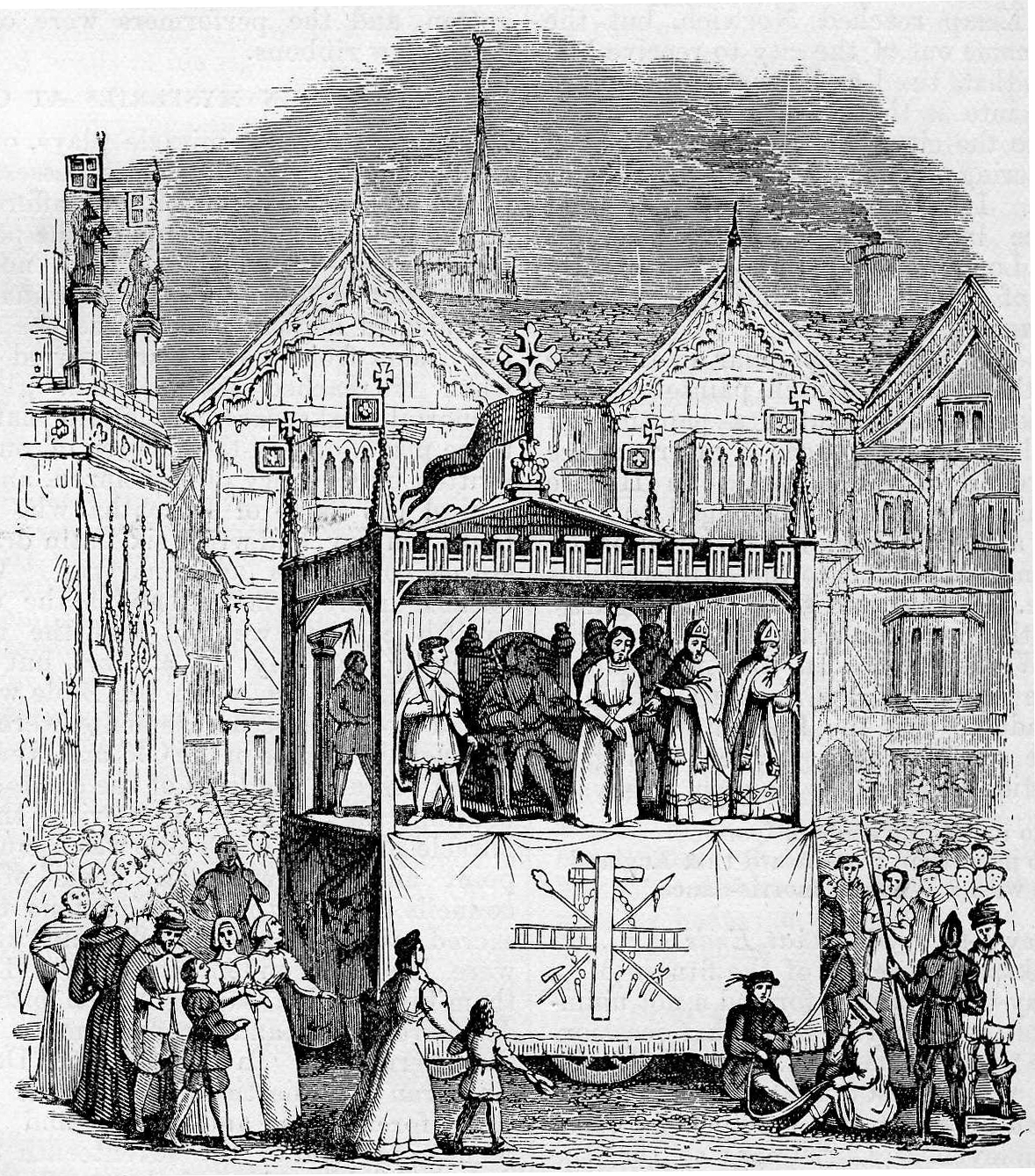
Mansjon z misterium pasyjnego przedstawiający sąd Piłata nad Jezusem

Misterium (łac. mysterium – tajemnica, kult religijny z gr. μυστήριον) – jeden z podstawowych rodzajów średniowiecznego dramatu liturgicznego oraz opartego na jego podstawie widowiska. Początki misterium w kulturze chrześcijańskiej sięgają X wieku. Wywodzi się ono z tradycji kultury ludowej oraz klasztornej (zwłaszcza benedyktyńskiej). Łączyło treści religijno-dydaktyczne ze świeckimi elementami realistyczno-obyczajowymi, niekiedy przybierało ton farsowy. Początkowo miało ono jedynie charakter intermedium, usamodzielniło się jako odrębny gatunek w XIV wieku.

## Charakterystyka
Misterium w porównaniu do wcześniejszych dramatów liturgicznych charakteryzowało znaczne poszerzenie tematyki przedstawień (wystawiano sceny z różnych fragmentów Biblii, apokryfów i żywotów świętych) i oderwanie widowiska od liturgii. Od czasów soboru w Trydencie scena nie znajdowała się już w kościele, lecz została wyprowadzona w obszar przestrzeni publicznej (misteria odgrywano np. na rynkach czy placach miejskich). Akcja poszczególnych epizodów mogła rozgrywać się w różnych miejscach rynku albo sceny (scena symultaniczna), lub na objeżdżających miasto wozach. Aktorami nie byli już mnisi, lecz osoby świeckie (najczęściej członkowie lokalnych bractw religijnych), a tekst moralitetu mógł być wygłaszany w języku narodowym, a nie – jak w przypadku dramatu liturgicznego – po łacinie. Duża różnorodność misteriów sprawiła, że nie wykształciły one jednego stałego wzorca.
Teksty misterów mogły obejmować wiele tysięcy wersów, wystawiano je w formie wielodniowych przedstawień cyklicznych. Wykształciły się różne rodzaje misteriów:
- bożonarodzeniowe – przedstawiały niekiedy całą historię zbawienia od grzechu pierworodnego aż do jego zmazania przez Chrystusa;
- wielkanocne – przywoływały wjazd Chrystusa do Jerozolimy, pokazywały mękę Pana i jego zmartwychwstanie;
- hagiograficzne – grywane w dnie związane z danym świętym, opowiadały o jego życiu i czynach.

Rozwój misteriów wiąże się z rozkwitem kultury miejskiej i pobożności świeckiej na zachodzie Europy w XIII w. Apogeum kultury misteryjnej przypada na XV i XVI w.; jej kres położyła reformacja po Soborze Trydenckim, piętnując w misteriach obsceniczny humor, wulgarność i brutalność.
W XVII w. ukształtował się specyficzny gatunek zwany neomisterium.

## Dekoracje
Dekoracje stanowiły tzw. mansjony (łac. mansio – dom), tworząc scenę symultaniczną. Każdy z nich odwzorowywał kolejne miejsce akcji misterium: wejście do piekieł pokazywano w kształcie masywnej bramy, pałac Arcykapłana – jako wsparty na czterech filarach daszek; osobno przygotowywano miejsce na grób Pański czy niebiosa. Każdy mansjon stanowił odrębną instalację. Stawiano je jeden za drugim lub na planie okręgu. Wszystkie razem pokazywały świat ziemski, niebiosa i piekło, czyli całość znanego ludziom średniowiecza uniwersum. Bohaterowie mogli wędrować od jednego mansjonu do kolejnych.

## Fabuła, miejsce i czas akcji
Misteria nie posiadały fabuły o wyraźnie zaznaczonych związkach przyczynowo-skutkowych. Powiązania pomiędzy poszczególnymi scenami miały zazwyczaj charakter symboliczny i alegoryczny, odsłaniając głębszy, duchowy sens zjawisk. Akcja rozgrywała się symultanicznie: w poszczególnych mansjonach przez cały czas odgrywania spektaklu można było obserwować znajdujących się w nich bohaterów, aktorzy nie schodzili ze sceny po odegraniu swojej roli, a niektóre sceny odgrywali równocześnie z przedstawianymi w innych mansjonach wypadkami – świat misterium odwzorowywał pełnię świata realnego. Czas w misterium miał charakter sakralny – pokazywał nie linearną kolej rzeczy, lecz wieczność i jednoczesność najważniejszych całej historii zbawienia.

## Misteria w Polsce
Polskie misteria pojawiły się dość późno. Średniowieczne teksty zachowały się jedynie w urywkach. Najstarszym polskim misterium zachowanym w całości jest misterium rezurekcyjne Historyja o chwalebnym Zmartwychwstaniu Pańskim, spisana w czasach renesansu przez Mikołaja z Wilkowiecka (około roku 1580). Misterium bożonarodzeniowe pod tytułem Dialogus de Nativitate pochodzi z XVII wieku. Pisana po polsku Rozmowa pasterzów przy narodzeniu Chrystusa jest datowana na początek XVIII stulecia. Scenariusze pasyjnych widowisk tworzyli także Stanisław Grochowski czy Wacław Potocki (Dialog o Zmartwychwstaniu). Autorem wydanego drukiem w 1619 roku misterium hagiograficznego Tragaedia albo Wizerunek śmierci... Jana Chrzciciela był Jakub Gawatowic.
Do tradycji misterium odwołują się teksty późniejsze: barokowa opera pasyjna Utarczka krwawie wojującego Boga (1696), romantyczne Dziady Adama Mickiewicza i Samuel Zborowski Juliusza Słowackiego, neoromantyczne Akropolis Stanisława Wyspiańskiego, Betlejem polskie Lucjana Rydla oraz W mrokach złotego pałacu Tadeusza Micińskiego. Z późniejszych tekstów do misterium nawiązuje m.in. Promieniowanie ojcostwa Karola Wojtyły.
Dawne misteria w wieku XX powracały także na deski teatrów. Kazimierz Dejmek wystawiał na scenie Historyję o chwalebnym Zmartwychwstaniu Pańskim (1961) oraz Dialogus de Passione (1975), Żywot Józefa (moralitet), i Uciechy staropolskie, a Leon Schiller misterium ludowe: Pastorałkę.